# Peka Mimosa
Peka Mimosa és una drag queen, actriu, ballarina, animadora sociocultural mallorquina i activista dels drets LGTBI.

## Biografia
Va començar la seva carrera artística el 2010 actuant a discoteques de Palma. El seu nom artístic és una derivació de "pecaminosa", com la va anomenar una companya després de veure-la actuar. Va treballar compartint escenaris amb Mónica Naranjo, Soraya Arnelas, Rebeka Brown, Karina, Baccara, Sara Montiel, Paco Clavel i Paris Hilton. Durant les seves actuacions, interpretava les seves cançons «Yo soy así» i «Tu vas a brillar».
Entre el 2010 i el 2019 va actuar al Saló Eròtic de Barcelona on interpretava la seva cançó «Loca» al costat de diversos artistes porno.
El 2013 es va traslladar a Madrid, on va crear el programa Un mundo por descubrir per a la plataforma Youtube, on ella i el seu equip capten, a través dels seus objectius, comentaris i entrevistes, diversos moments de l'actualitat social. Durant el confinament per la pandèmia de COVID-19 va presentar el llibre de memòries Visibilidrag (2020).
Com a actriu, ha participat en videoclips de Leticia Sabater, Shabelle Rose, Monterrosa, Pepa LaMiarma i Muna Duval. També ha participat en esdeveniments com Horteralia, i en diverses marxes de l'Orgull LGBT a Mallorca, Alacant i Madrid, i a altres ciutats on s'han celebrat festivals trans. Compte amb la seva pròpia firma de maquillatge, BeautyDrag.

## Activista LGTBI
Com a activista dels drets LGTBI, ha utilitzat diferents recursos, l'espectacle, la provocació, les cançons amb doble sentit per cridar l'atenció de manera festiva sobre la singularitat del món transsexual. La seva participació en l'Orgull 2018 de Madrid va suposar donar-se a conèixer a un públic més gran. El 2019, l'Ajuntament de Madrid li va impedir l'accés a la Cavalcada de Reis.
Com a forma de provocació va gravar el videoclip Tú vas a brillar a la seu nacional del partit d'extrema dreta Vox, el 2019, acompanyada de diversos actors porno gais com Víktor Rom, Martín Mazza i el model internacional Zaphiro. Va formar part de la caravana de Movistar Plus+ a l'Orgull 2022 de Madrid al costat de Loco Mía, Alejandro Amenábar, Cayetana Guillén Cuervo, Pepón Nieto i Okuda San Miguel, entre d'altres. Després de finalitzar l'esdeveniment, va ser víctima d'un atac homòfob al metro de Madrid.

## Premis i reconeixements
- Premis I Wanna Be Super Star (2010).
- Nominada als premis Bésame Tonto Awards 2021
- Reconeixement Balears Diversa en els guardons Mar Cambrolle per la seva carrera i activisme a favor del col·lectiu LGTBI (2022)[16][17]

## Videoclips
- Te vas a comer mi roscón (2019)
- Loca (2019)
- Tú vas a brillar (2020)
- El novio de mi prima (2020)